# Cúspide talón
 La cúspide talón es una rara anomalía dental. En general, una persona con esta condición desarrolla proyecciones tipo "cúspide" ubicadas en la superficie interior del diente afectado. La cúspide talón es una cúspide adicional en un diente anterior. Aunque la cúspide talón puede no parecer grave (y en algunas personas puede ser completamente benigna), puede causar problemas clínicos, diagnósticos y funcionales y altera el atractivo estético. 
El término se refiere a la misma condición que dens evaginatus, pero la cúspide talón es la manifestación de dens evaginatus en los dientes anteriores. La cúspide talón se puede definir simplemente como hiperplasia del cíngulo de un diente anterior (un cíngulo es una cornisa en los bordes del diente). La cúspide talón fue descrita por primera vez por WH Mitchell en 1982 y nombrada por J. Kimball Mellor BS, DDS y Louis W. Ripa, DDS, MS debido a su apariencia similar a la garra de un águila. Algunas fuentes definen una cúspide talón como una cúspide adicional que se extiende al menos la mitad de la distancia entre la unión cemento-esmalte y el borde incisal del diente. Otras fuentes clasifican todas las cingulas agrandadas como cúspides de garra y las clasifican según el grado de agrandamiento.  
Se ha encontrado que la incidencia varía del 1% al 6% de la población. La cúspide talón tiende a ocurrir solo en dientes permanentes. Son raros en dientes de leche (caducifolios). En la mayoría de los casos, los dientes involucrados son los incisivos laterales maxilares permanentes (55%), seguidos por los incisivos centrales maxilares (33%), los incisivos mandibulares (6%) y los caninos maxilares (4%).  

## Signos y síntomas
La cúspide talónmostrará signos físicos de la formación dental irregular de los dientes y causará otros síntomas de la enfermedad que podrían conducir a problemas dentales en el futuro dependiendo de la gravedad de la deformidad. Más comúnmente, la cúspide adicional se encuentra en la superficie lingual, dando una apariencia de tres puntas que se ha descrito como una garra de águila. En raras ocasiones, sin embargo, la cúspide adicional puede estar situada en la superficie facial, o puede haber cúspides adicionales en las superficies linguales y faciales.  Puede haber un surco profundo entre la cúspide de la garra y el resto del diente. La cúspide adicional típicamente contiene tejido pulpar .  Al ver la cúspide de la garra desde el oclusal, la proyección aparecerá en "forma de x", así como también cónica e imitando la forma de una "garra de águila".
Los síntomas de la cúspide de la garra incluyen: 
- Interferencia con la oclusión[1] o mordida
- Irritación de los tejidos blandos y la lengua
- Fractura accidental de cúspide
- Susceptible a caries dental[5]

## Causa
La causa de la cúspide de la garra es desconocida. La anomalía puede ocurrir debido a factores genéticos y ambientales, pero el inicio puede ser espontáneo. La prevención es difícil porque ocurre durante el desarrollo de los dientes. 
La cúspide talón afecta a hombres y mujeres por igual, sin embargo, la mayoría de los casos reportados son del género masculino. Las personas de ascendencia asiática, árabe, nativa americana e inuit se ven afectadas con mayor frecuencia. La cúspide talón también se observa mucho en pacientes con síndrome orofacial digital II y síndrome de Rubinstein Taybi . Otras anomalías que ocurren con la cúspide de la garra pueden incluir laterales de clavija, dientes supernumerarios, guaridas envaginatus, agenesia e impactación .  Una persona que pertenece a una de estas características demográficas particulares o que tiene alguna de estas deformidades o síndromes puede tener un mayor riesgo de tener una cúspide talón. 

## Mecanismo
Se desconoce el mecanismo exacto de la formación de dens evaginatus y cúspide talón. [cita requerida]   Se ha sugerido que la anomalía es causada por una evaginación . La formación de la "cúspide" se debe al exceso de capas del epitelio interno del esmalte y la papila dental en el retículo estrellado. Esto ocurre durante la etapa de diferenciación morfológica del desarrollo dental. [cita requerida]  Durante las etapas de desarrollo de la formación del diente, ciertas células del folículo dental se diferenciaron incorrectamente, lo que formó el exceso de esmalte y la morfología incorrecta del diente afectado. 
La cúspide de la garra puede progresar a problemas dentales graves si la gravedad de la cúspide afecta la higiene y las funciones orales de la persona. 
La cúspide de la garra puede ocurrir por sí sola o asociada con otras anomalías dentales como mesiodens, odontomo, dientes no erupcionados o impactados, incisivo maxilar en forma de clavija, dens invaginatus, labio leporino, geminación bilateral, fusión y dientes supernumerarios.

## Diagnóstico
Esta anomalía es lo suficientemente grande como para ser vista a simple vista. Uno puede ver la proyección en el borde oclusal de un diente mirando hacia la boca de la persona afectada. La estructura se describe como "en forma de T" o "en forma de X", sin embargo, diferirá según su forma, tamaño, estructura, ubicación y sitio de origen. Los rayos X y las radiografías también pueden mostrar evidencia de la anormalidad. Las imágenes digitales mostrarían un diente con cúspide talón como si fueran "dientes dobles".
Al mirar una radiografía, algunas características a buscar serían la ubicación, el borde, la forma y el número. La ubicación sería en un diente anterior, el borde sería claro y bien definido y se podría ver incluso a simple vista, y la forma aparecería "en forma de garra" sobre la parte superior o la corona del diente afectado. Potencialmente podría haber una, dos o múltiples protuberancias dependiendo del tipo de cúspide. 
La cúspide talón puede clasificarse en tres categorías: Tipo I, Tipo II y Tipo III. Se crean en función de la forma de la cúspide y la longitud de extensión. 
- Tipo I - Garra: la cúspide o garra adicional se proyecta desde la superficie palatina de un diente anterior (frontal) primario o permanente que se extiende al menos la mitad de la distancia desde la unión del esmalte de cemento hasta el borde incisal. [cita requerida]
- Tipo II: semi talón: la cúspide del semi talón mide aproximadamente 1 mm o más de longitud, pero se extiende menos de la mitad de la distancia observada en el tipo I Talon.[5]
- Tipo III - Garra traza: la proyección se origina en el cíngulo (también conocido como "tercio cervical") de la raíz y se agranda o se destaca en cualquier forma ( cónica, bífida o tubérculo)

Dado que muchos casos de cúspide talón no se informan, es difícil realizar mapas de prevalencia, pero es seguro asumir que la formación dental está influenciada por factores genéticos. La cúspide de la garra también se observa en asociación con afecciones como el síndrome de Rubinstein-Taybi, el síndrome de Rubinstein-Taybi, el síndrome de Ellis-van Creveld, la Incontinentia pigmenti achromians, el síndrome de Berardinelli-Seip y el síndrome de Sturge-Weber .  

## Tratamiento
El tratamiento solo es necesario si la oclusión o mordida de la persona está comprometida y causa otros problemas dentales. Pueden surgir múltiples problemas clínicos a largo plazo, como interferencias oclusales, trastornos estéticos, pérdida de vitalidad pulpar, irritación de la lengua durante la masticación y el habla, caries y desplazamiento del diente afectado. La mayoría de las personas con cúspide talón vivirán sus vidas normales a menos que el caso sea grave y cause otros problemas dentales. Esta anomalía dental no se considera fatal. En general, las cúspides talón en los dientes inferiores no requieren tratamiento, pero las cúspides de la garra en los dientes superiores pueden interferir con la mecánica de la mordida y es posible que se deban extraer o reducir.
Laz cúspidez talón pequeñas que no producen síntomas o complicaciones para una persona pueden permanecer sin tratamiento. Sin embargo, las cúspides talón grandes suelen requerir tratamiento. 
Algunos tratamientos comunes incluyen: 
- Sellado de fisuras[8]
- Restauración de resina compuesta
- Reducción de la cúspide
- Pulpotomía
- Endodoncia (tratamiento endodóntico)
- Extracción

La afección generalmente es benigna, pero puede causar irritación leve en los tejidos blandos alrededor de los dientes y la lengua, y si es lo suficientemente grande, puede presentar un problema estético.  
Para prevenir futuras complicaciones dentales, cuando la cúspide talón se encuentra presente en un diagnóstico temprano, sería mejor ver a un dentista regularmente cada seis meses para chequeos de rutina, permanecer bajo observación, cepillarse y usar hilo dental adecuadamente y someterse a aplicaciones tópicas regulares de gel de flúor para prevenir la caries y promover la resistencia del esmalte. 

## Investigación reciente
Un estudio mostró una correlación directa en la que 45 pacientes afectados con el síndrome de Rubinstein-Taybi, el 92% de estos pacientes tenían cúspide talón. Otros investigadores están intentando rastrear la cúspide talón hasta los antepasados y comparar la dentición con los humanos modernos.  
Un estudio realizado en 2007 examinó la dentición de 301 esqueletos de indios nativos americanos en busca de la presencia o ausencia de cúspide talón. Los resultados mostraron que cinco esqueletos (2 por ciento) en la población tenían el rasgo.
En 2011, solo se han reportado 21 casos de cúspide de garra y están en la literatura.  Parece que a partir de 2014 y 2015, investigación adicional continúa con la esperanza de encontrar la causa y el mecanismo de la cúspide de la garra. Dado que la mayoría de los casos de cúspide de garra no se informa, sigue siendo difícil realizar pruebas, llegar a conclusiones, realizar cirugías y realizar investigaciones con un pequeño número. 